# 李世农
李世农（1911年—2006年），又名王者俊，男，河北巨鹿人，中华人民共和国政治人物，曾任中共安徽省委组织部部长、省委书记，安徽省人大常委会副主任，第五届全国人大代表。